# Tour La Villette
La tour La Villette (anciennement tour Périphérique ou tour Pariferic puis tour Daewoo), aujourd'hui parfois nommée tour Olympe, est une tour de bureaux située dans la commune d'Aubervilliers au 6, rue Émile-Reynaud et 1, rue Henri-Barbusse, à la limite du 19e arrondissement de Paris, en bordure du boulevard périphérique, en France.
Avec une hauteur de 125 m, c'est le deuxième plus haut gratte-ciel de Seine-Saint-Denis après la Tour Pleyel à Saint-Denis (129 m). Le site comporte un parking souterrain de 663 places sur 2 niveaux.
La tour est desservie par la station de métro Porte de la Villette.

## Histoire
Dessinée par l’architecte Michel Holley, la tour est édifiée en 1973 au sud de la Cité Villette, ensemble architectural construit entre 1958 et 1975. Difficile, son histoire est marquée par des rachats successifs et autant de revers financiers.
Elle prend le nom de son occupant lorsqu'elle abrite la firme sud-coréenne Daewoo, qui arbore son enseigne sur le toit jusqu'à la fin des années 1990.
Après le démantèlement de Daewoo, elle est acquise en 2000 par le Groupe Olympe et, de ce fait, prend occasionnellement le nom de tour Olympe.
Des travaux de rénovation donnent un nouvel aspect à la façade en 1992 puis à l'intérieur en 2008. À partir de 2002, le bâtiment, jamais totalement occupé, reprend vie : les sociétés Acticall (troisième centre d'appels en France), Rhodia (déjà solidement implanté à Aubervilliers), Rank Xerox et l'assureur Zurich s'y installent.
En 1999, SKEMA Business School y implante son campus parisien mais part en décembre 2011.
La tour est acquise en mars 2007, pour 94 millions d'euros, par l'investisseur espagnol Renta Corporacion, qui la loue en partie à des organismes de Sécurité sociale parisiens,.
En mai 2009, elle est rachetée par Asset Partenaires, du groupe BNP Paribas.
La Caisse primaire d'assurance maladie puis, en décembre 2015, le groupe de protection sociale B2V quittent les lieux. Au 1er janvier 2016, seul un étage est occupé.
Début 2022, la tour est rachetée par le groupe Eurasia en vue de sa transformation d'ici l'été 2024, avec une surélévation de 5 étages en attique, l'aménagement d'un rooftop. Les surface de bureaux seront réduites pour développer l’hôtellerie, une résidence en coliving, un espace de cotravail, un centre médical, un centre d’enseignement et des commerces.